# Беннетт, Гертруда Бэрроус
Гертруда Бэрроус Беннетт (англ. Gertrude Barrows Bennett, известна под псевдонимом Фрэнсис Стивенс, 18 сентября 1884 года – 2 февраля 1948 года) — американская писательница, автор фэнтези и научной фантастики.

## Биография
Гертруда Мэйбл Бэрроуз родилась в Миннеаполисе в 1884 году в семье Чарльза и Кэролайн Бэрроуз (урождённая Хэтч). Гертруда окончила восемь классов школы, после чего посещала вечернюю колу в надежде выучиться на иллюстратора, однако c 1901 года работала стенографисткой.
В 1909 году Гертруда Бэрроуз вышла замуж за Стюарта Беннетта, британского корреспондента. После свадьбы молодожёны перебрались в Филадельфию, а через девять месяцев у семьи родилась дочь. Год спустя её муж трагически погиб в тропическом шторме во время экспедиции по поиску затонувших сокровищ. Гертруда работала секретарём профессора Пенсильванского университета. После смерти отца в конце Первой мировой войны, Беннет стала ухаживать за своей матерью-инвалидом.
В это время началась её литературная деятельность. Начав писать несколько рассказов и романов, некоторые из них она закончила уже после смерти матери в 1920 году. В середине 20-х годов она перебралась в Калифорнию. Беннет жила отдельно от дочери, из-за этого некоторое время считалось, что она умерла в 1939 году, когда было написано последнее письмо дочери. Однако позже благодаря свидетельству о смерти выяснилось, что Гертруда Бэрроус Беннетт скончалась в 1948 году.

## Литературная карьера

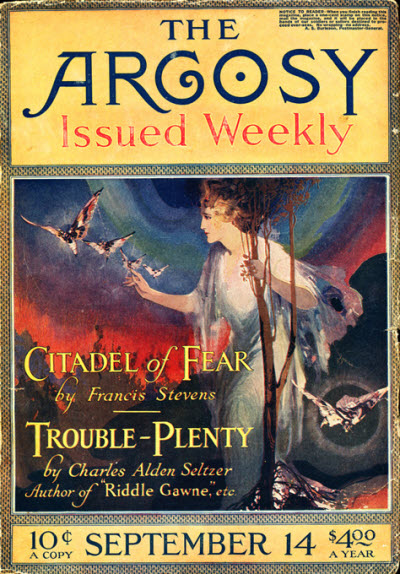
Обложка сентябрьского номера (1918) Argosy, в котором печатался «Citadel of Fear»

Свой первый фантастический рассказ «The Curious Experience of Thomas Dunbar» Беннетт написала в 17 лет. Она отправила его в популярный pulp-журнал Argosy, который опубликовал историю в мартовском номере 1904 года.
Когда Беннетт стала заботиться о больной матери, она решила вернуться к писательству, чтобы поддержать семью. Первым произведением, написанным после возвращения к литературе стала новелла «The Nightmare», опубликованная в All-Story Weekly в 1917 году. Действие происходит на оторванном от остального мира острове, где эволюция развивалась другим путём. «The Nightmare» напоминает роман «Земля, позабытая временем» Эдгара Райса Берроуза, выпущенный годом позднее. Перед публикацией Беннет просила издателя подписать произведение псевдонимом Жан Вейл (англ. Jean Vail), однако редактор журнала решил использовать другой псевдоним и опубликовал историю под авторством Френсиса Стивенса. После положительной реакции на рассказ читателей, Беннет решила использовать предложенный псевдоним и дальше.
Следующие несколько лет стали плодотворными для писательницы, в это время были написаны многие рассказы и романы. Например, рассказ «Friend Island» (All-Story Weekly, 1918) повествует о матриархальном обществе XXII века, а в «Serapion» (Argosy, 1920) рассказывается о человеке, одержимом сверхъестественным существом. Многие из рассказов Беннетт были собраны и изданы в сборнике «The Nightmare and Other Tales of Dark Fantasy» в 2004 году под всё тем же псевдонимом Фрэнсис Стивенс.
В 1918 году в Argosy был опубликован «The Citadel of Fear» — первый роман писательницы. Сюжет сфокусирован на забытом ацтекском городе вновь открытом во время Первой мировой войны. Только благодаря предисловию к роману в переиздании 1952 года читателям стало ясно, кто скрывался Фрэнсисом Стивенсом.
Годом позже Беннетт опубликовала свой единственный научно-фантастический роман «The Heads of Cerberus» (The Thrill Book, 1919). Произведение в жанре антиутопия c перемещением во времени и изображением тоталитарной Филадельфии 2118 года.
В 1920 году в Argosy выходит «Claimed» — один из самых известных романов Беннетт. В центре повествования сверхъестественный артефакт, вызывающий древнего и могущественного бога в Нью-Джерси начала XX века.

## Влияние
Беннет называли «лучшим претендентом на создание нового жанра — тёмного фэнтези». По некоторым сведениям, работы Беннет оказали влияние на Говарда Филипса Лавкрафта и Абрахама Меррита. Есть мнение, что Лавкрафт высоко оценивал работу Беннетт, однако это спорное утверждение, которое сформировалось на основании писем, ошибочно приписываемых Лавкрафту.
Что касается Меррита, то критики в течение нескольких десятилетий полагали, что именно он скрывался за псевдонимом «Фрэнсис Стивенс». Правда открылась только в 1952 году после переиздания романа «The Citadel of Fear» с биографическим предисловием Артура Ллойда Эшбаха.
Критик Сэм Московиц назвал Гертруду Бэрроус Беннетт «величайшей научно-фантастической писательницей научной фантастики в период между Мэри Шелли и Кэтрин Мур». Гарри Хоппенстенд, написавший предисловие к сборнику Беннетт 2004 года, назвал её «женщиной, которая изобрела тёмное фэнтези».
Поскольку Беннет была первой американкой, широко публиковавшейся в жанрах фэнтези и научная фантастика, её принято считать пионером женской фэнтези-литературы.

### Большая форма
- «The Citadel of Fear» (1918)
- «The Labyrinth» (1918)
- «The Heads of Cerberus» (1919)
- «Avalon» (1919)
- «Claimed» (1920)

### Малая форма
- «The Curious Experience of Thomas Dunbar» (1904)
- «The Nightmare» (1917)
- «Friend Island» (1918)
- «Behind the Curtain» (1918)
- «Unseen — Unfeared» (1919)
- «The Elf-Trap» (1919)
- «Serapion» (1920)
- «Sunfire» (1923)